# Вилхелм Фармбахер
Вилхелм Фармбахер (на немски: Wilhelm Fahrmbacher) (1888 – 1970) е един от ново повишените немски генерали от артилерията на Вермахта служещ по време на Втората световна война и командващ няколко корпуса. Той също беше и един от многото носителите на Рицарски кръст. Рицарския кръст му бе връчен като награда за изключителната му смелост на бойното поле и успешното му военно командвуване на различни подразделения. Генерал-лейтенант Фармбахер е заловен от американски войски през 1945 г. и е предаден на и държан в плен от френските войски до 1954 г. След освобождаването му той е бил Военен съветник в Египет.

## Военна декорация
- Железен кръст – (1914 г.)
  - II степен
  - I степен
- Кръст на честта (15 декември 1934 г.)
- Судетите медал (21 ноември 1939 г.)
- Медал източен фронт (10 август 1942)
- Кръст за военни заслуги с мечове
  - II степен
  - I степен
- Германски кръст – среберен (30 октомври 1943)
- Рицарски кръст
  - Носител на Рицарски кръст (24 юни 1940 г.) като Генерал-лейтенант и командир на 5-а пехотна дивизия[1]